# Phoneutria
Phoneutria (Perty, 1833) è un genere di ragni velenosi appartenenti alla famiglia Ctenidae, dal potenziale medico significativo per l'uomo. Si trovano principalmente nel nord del Sud America, con una specie in America centrale. Due specie, Phoneutria fera e Phoneutria nigriventer, sono conosciute come il ragno errante del Brasile; l'intero genere nel suo insieme è talvolta chiamato ragni erranti del Brasile, anche se non tutte le specie si trovano in Brasile. Altri nomi comuni includono ragni armati (armadeiras in portoghese brasiliano) e ragni delle banane (un nome condiviso con molti altri ragni).

## Tassonomia
Il genere Phoneutria fu eretto da Maximilian Perty, nel 1833. Il nome del genere deriva dal greco φονεύτρια, che significa "assassino". Perty ha inserito due specie nel genere: Phoneutria rufibarbis e Phoneutria fera. La prima specie è considerata un nomen dubium; la seconda invece è la specie tipo del genere.

### Specie

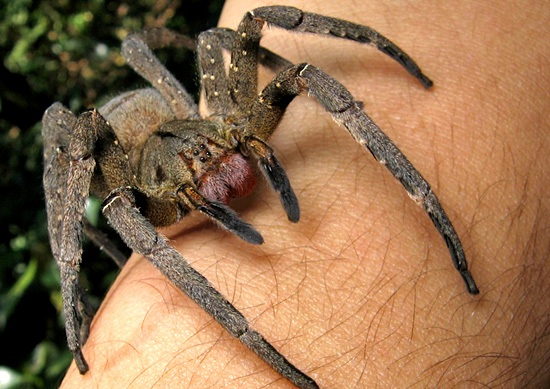
Femmina di P. cf nigriventer: Questo ed altre specie del genere Phoneutria possiedono un veleno molto potente e possono essere pericolosi per l'uomo se maneggiati.

A partire dall'aprile del 2019, il World Spider Catalog ha accettato queste specie:
- Phoneutria bahiensis Simó & Brescovit, 2001 – Brasile
- Phoneutria boliviensis (F. O. Pickard-Cambridge, 1897) – America centrale e meridionale
- Phoneutria eickstedtae Martins & Bertani, 2007 – Brasile
- Phoneutria fera Perty, 1833 (tipo) – Colombia, Ecuador, Perù, Brasile, Suriname, Guyana
- Phoneutria keyserlingi (F. O. Pickard-Cambridge, 1897) – Brasile;
- Phoneutria nigriventer (Keyserling, 1891) – Brasile, Uruguay, Paraguay, Argentina
- Phoneutria pertyi (F. O. Pickard-Cambridge, 1897) – Brasile;
- Phoneutria reidyi (F. O. Pickard-Cambridge, 1897) – Colombia, Venezuela, Perù, Brasile, Guyana